# Krimiserie
En krimiserie er en tv-serie hvis gennemgående tema er kriminalitet og bekæmpelse af samme. En krimiserie kan skildre forklaringen af en enkelt forbrydelse (f.eks. danske Forbrydelsen), eller følge livet for en organisation eller et agentur der bekæmper forbrydelse (f.eks. CSI).
Flere danske krimiserier har fået både national og international succes, f.eks. Rejseholdet, der blev sendt i blandt andet Sverige, Tyskland og Australien.
| Fjernsyn | Spire Denne artikel om et tv-program er en spire som bør udbygges. Du er velkommen til at hjælpe Wikipedia ved at udvide den. |